# Reinaldo Alves
 Reinaldo Sandrini Alves(São Paulo, 22 de agosto de 1972) é um ex-voleibolista indoor brasileiro  que atuou na posição de  Central e serviru a Seleção Brasileira quando sagrou-se semifinalista no Campeonato Mundial Juvenil de 19991 no Egito, participou da conquista da medalha de ouro no Campeonato Sul-Americano de  1995 no Brasil e a de bronze na Copa do Mundo do Japão de 1995, resultado que contribuiu para a qualificação do país aos Jogos Olímpicos de Verão de 1996 em Atlanta, além de disputar  a Liga Mundial de 1996.Em clubes disputou duas edições da Liga dos Campeões da Europa, temporadas 2004-05 e 2005-06.

## Carreira
Reinaldo atuou desde as categorias de base da Seleção Brasileira, estando na equipe que disputou o Campeonato Mundial Juvenil em 1991 , cuja sede foi em Cairo-Egito, ocasião que foi semifinalista, encerrando na quarta posição.Participou do Jogo dos Astros da Superliga em 1995 na abertura da temporada 1995-96 e defendeu o Frigorífico Chapecó E. C. na temporada 1995-96, quando o representou na Copa CBV de 1995 e foi quarto colocado por esta equipe na Superliga Brasileira 1995-96.
Recebeu convocação por parte do técnico Zé Roberto Guimarães para da Seleção Brasileira em 1995, quando disputou o Campeonato Sul-Americano de 1995 realizado em Porto Alegre-Brasil, ocasião que conquistou a medalha de ouro e a qualificação para Copa do Mundo no mesmo ano e vestindo a camisa#15, também foi convocado  para a referida Copa do Mundo quando foi medalhista de bronze, conferindo a modalidade masculina do país a qualificação para o  Jogos Olímpicos de Atlanta de 1996.
Em 1996 foi convocado pelo técnico Zé Roberto Guimarães para da seleção principal novamente, quando foi inscrito na edição da Liga Mundial com a camisa#15, desta vez a fase final foi realizada em Roterdã-Holanda e encerrou na quinta posição. Foi atleta da Frigorífico Chapecó E. C.  na temporada 1996-97 e por este conquistou a quarta posição na Superliga Brasileira A correspondente e uma lesão no joelho afastou do sonho de disputar a Olimpíada de Atlanta de 1996.
Na jornada esportiva 1998-99 defendeu o Lupo Náutico/Inepar temporada que  disputou a correspondente Superliga Brasileira A, desfalcando a equipe por dois meses devido a lesão encerrando na décima primeira posição.
Transferiu-se no período esportivo 2000-01 para o Vasco/ Três Corações , conquistando o os títulos do Campeonato Mineiro e Carioca de 2000, além do título no mesmo ano da Taça Premium.Disputou por esse clube a Superliga Brasileira A 2000-01 encerrando na sexta colocação.
Em 2001 foi atleta do Palmeiras/Guarulhos  quando disputou o Campeonato Paulista neste mesmo ano e foi vice-campeão, também atuando por este na Superliga Brasileira A quando alcançou a oitava colocação final.
Atuou a partir de 2002 pela equipe da Intelbrás/São José (SC) cujo técnico era Djalma Cardoso conquistou o título na primeira edição da Liga Nacional de Vôeli de 2002 e dos Jogos Abertos Brasileiros (JABS) e foi capitão da equipe na temporada 2002-03 conquistando o oitavo lugar na correspondente Superliga Brasileira A, não disputou  a edição dos Jogos Abertos de Santa Catarina de 2002 devido a lei de transferências.Renovou com a Intelbrás/São José (SC) para as competições de 2003-04, disputando os Jogos Abertos de Santa Catarina de 2003  e a correspondente Superliga Brasileira A encerrando na sétima posição.
Ainda em 2004 transfere-se para o voleibol espanhol, reforçando o Unicaja Almeria para a disputa dos playoffs da Superliga Espanhola A 2003-04 conquistando o título da edição.
Permanece na  Unicaja Almeria nas competições 2004-05 conquistando bicampeonato da Superliga Espanhola A> disputou  a Liga dos Campeões da Europa 2004-05, terminando em quarto lugar no Grupo C na fase de classificação, cuja fase final foi em Tessalônica-Grécia.
Renovou com a Unicaja Almeria para a jornada 2005-06 e foi semifinalista, alcançando o quarto lugar  da Superliga Espanhola A.Disputando pela segunda vez por esse clube espanhol  a Liga dos Campeões  da Europa de 2005-06, encerrando na quinta posição no Grupo A.

## Títulos e Resultados
- 2005-06-4º lugar da Superliga Espanhola A[27]
- 2004-05-Campeão da Superliga Espanhola A[24]
- 2003-04-Campeão da Superliga Espanhola A[22]
- 2003-04- 7º lugar da Superliga Brasileira A[4]
- 2003-Vice-campeão dos Jasc
- 2002-03- 8º lugar da Superliga Brasileira A[4]
- 2002-Campeão dos JABS [18]
- 2002- Campeão do Liga Nacional [18]
- 2001-02- 8º lugar da Superliga Brasileira A[4]
- 2001- Vice-campeão do Campeonato Paulista [15]
- 2000-01- 6º lugar da Superliga Brasileira A[4]
- 2000- Campeão do Taça Premium de Clubes [11]
- 2000- Campeão do Campeonato Carioca [11]
- 2000- Campeão do Campeonato Mineiro [11]
- 1998-99- 11º lugar da Superliga Brasileira A[4]
- 1996-97- 4º lugar da Superliga Brasileira A[4]
- 1996-5º lugar da Liga Mundial de Voleibol (Roterdã,  Países Baixos)[8]
- 1995-96- 4º lugar da Superliga Brasileira A[4]
- 1991-4º lugar do Campeonato Mundial Juvenil (Cairo,  Egito)[1]

## Premiações Individuais
[carece de fontes?]

## Ligações Externas
- Perfil Reinaldo Sandrini Alves (en)